# San-Salvatore-Bahn
| Seilbahnwagen der vierten Generation, 2012 |                     |                                        |                       |
| Fahrplanfeld: | 2652 (früher: 1652) |                                        |                       |
| Streckenlänge: | 1,629 km            |                                        |                       |
| Spurweite: | 1000 mm (Meterspur) |                                        |                       |
| Maximale Neigung: | 610 ‰               |                                        |                       |
| |                     |                                        |                       |
| \| \| \| Paradiso (lago) Schifflände Luganersee \| \| \| \| \| Paradiso (S. Salvatore) \| 282 m ü. M. \| \| \| \| Paradiso Gotthardbahn \| \| \| \| \| Pazzallo Umsteigestation \| 495 m ü. M. \| \| \| \| \| \| \| \| \| Monte San Salvatore \| 883 m ü. M. \| \| \| \| Monte San Salvatore \| 912 m ü. M. \| |                     |                                        |                       |
| |                     | Paradiso (lago) Schifflände Luganersee |                       |
| Haltepunkt / Haltestelle Streckenanfang |                     | Paradiso (S. Salvatore)                | 282 m ü. M.           |
| Kreuzung geradeaus oben · Haltepunkt / Haltestelle quer |                     | Paradiso Gotthardbahn                  | Paradiso Gotthardbahn |
| |                     | Pazzallo Umsteigestation               | 495 m ü. M.           |
| Strecke |                     |                                        |                       |
| Haltepunkt / Haltestelle Streckenende |                     | Monte San Salvatore                    | 883 m ü. M.           |
| |                     | Monte San Salvatore                    | 912 m ü. M.           |

Die Standseilbahn Monte San Salvatore (MS) (italienisch nach eigenen Angaben Funicolare Monte San Salvatore, der seit 1888 eingetragene Firmenname lautet immer noch Funicolare Lugano-Paradiso–Monte San Salvatore) ist eine meterspurige Standseilbahn im schweizerischen Kanton Tessin und führt Luganeser Vorort Paradiso auf den Monte San Salvatore.

## Lage und Daten

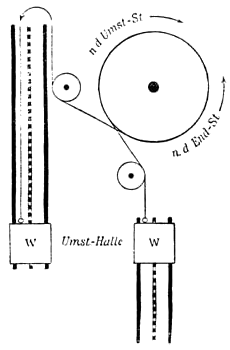
Zwischenstation mit Antrieb und Umsteige-Halle: ein Seil verbindet die Wagen ("W") der beiden Sektionen (Diagramm ca. 1892)

Die Talstation  steht auf 282 m ü. M. in Paradiso. Die Bahn führt über eine 1629 Meter lange Strecke mit einer maximalen Steigung von 61 Prozent in 12 Minuten zur 883 m ü. M. hohen Bergstation  unterhalb des Gipfels des Monte San Salvatore.
Die Anlage besteht aus zwei separaten Sektionen mit je einem Wagen. Die Passagiere müssen deshalb in der Zwischenstation Pazzallo umsteigen. Hier steht auch die gemeinsame Antriebseinheit beider Sektionen.
Die Standseilbahn Monte San Salvatore ist von Anfang Dezember bis Mitte Oktober im Halbstundentakt in Betrieb.

## Geschichte
Die Standseilbahn Monte San Salvatore wurde im Auftrag des Obwaldner Unternehmens Bucher-Durrer (Franz Josef Bucher und Josef Durrer) durch die Bell Maschinenfabrik in Kriens erstellt. Die Bauarbeiten begannen am 12. Juni 1888, die Einweihung erfolgte am 27. März 1890. Erster Direktor war von 1890 bis 1934 der Basler Rodolfo Schatzmann (1866–1940), der auch die Leitung der Luganeser Trambetriebe und des Funicolare degli Angioli übernahm. Der elektrische Antrieb für Standseilbahnen war damals eine Ausnahme und wurde in der Schweiz nur noch von der Bürgenstock-Bahn und Stanserhorn-Bahn verwendet.
1926 wurde die Traktionsanlage umgebaut und die zweite Generation des Rollmaterials in Betrieb genommen. Weitere Umbauten erfolgten 1957 (dritte Wagengeneration) und 2001 (Totalerneuerung der Anlagen inkl. Antrieb, vierte Wagengeneration mit Panoramadächern).
Bis April 2006 hatte die Bahn 16 Mio. Passagiere auf den Gipfel des Monte San Salvatore befördert.

## Bilder

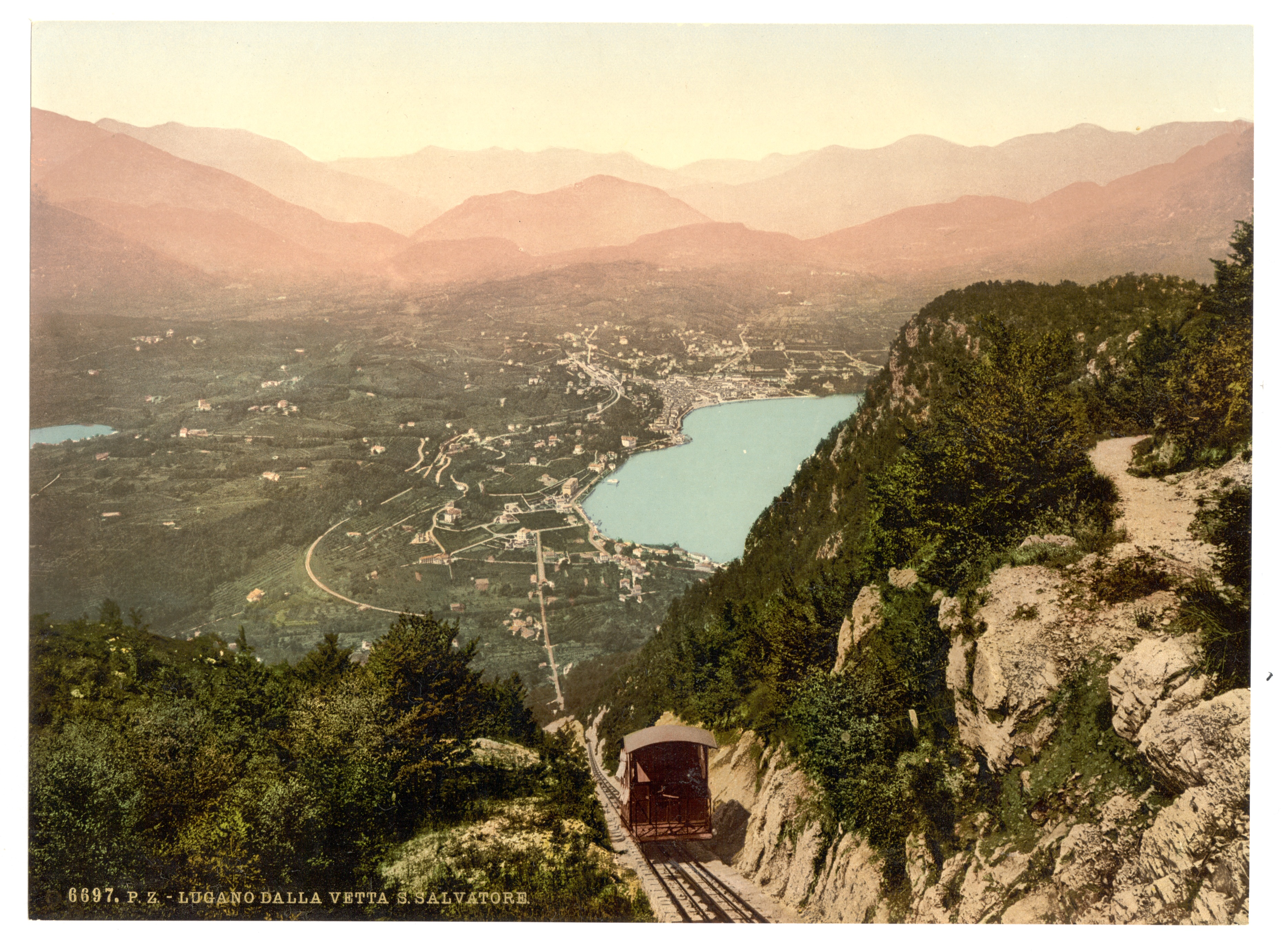
San Salvatore Bahn um 1900
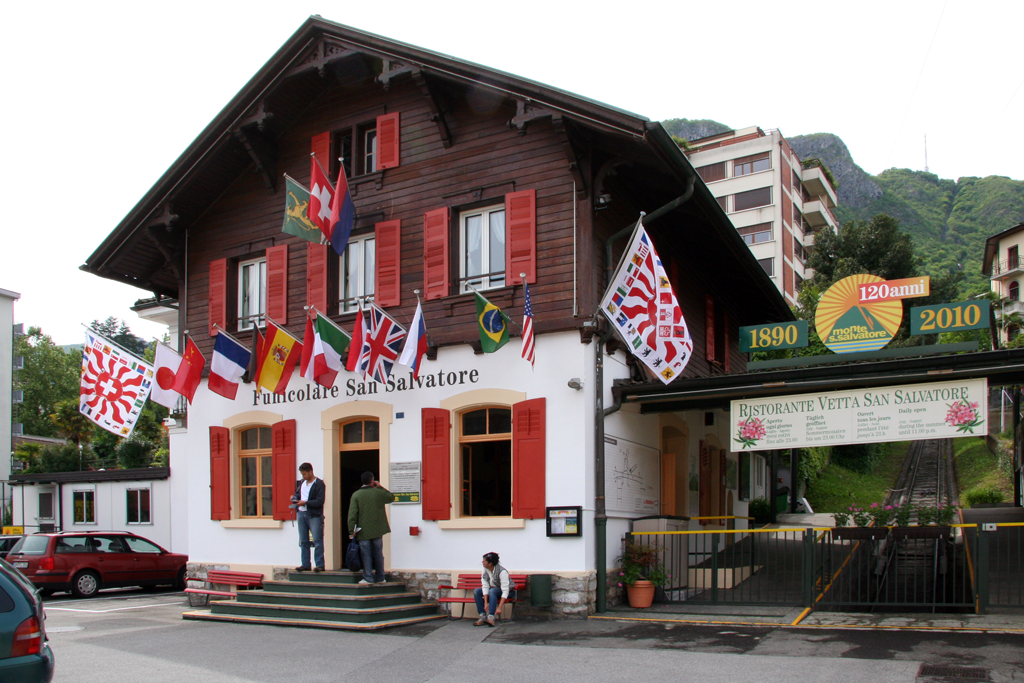
Talstation in Paradiso
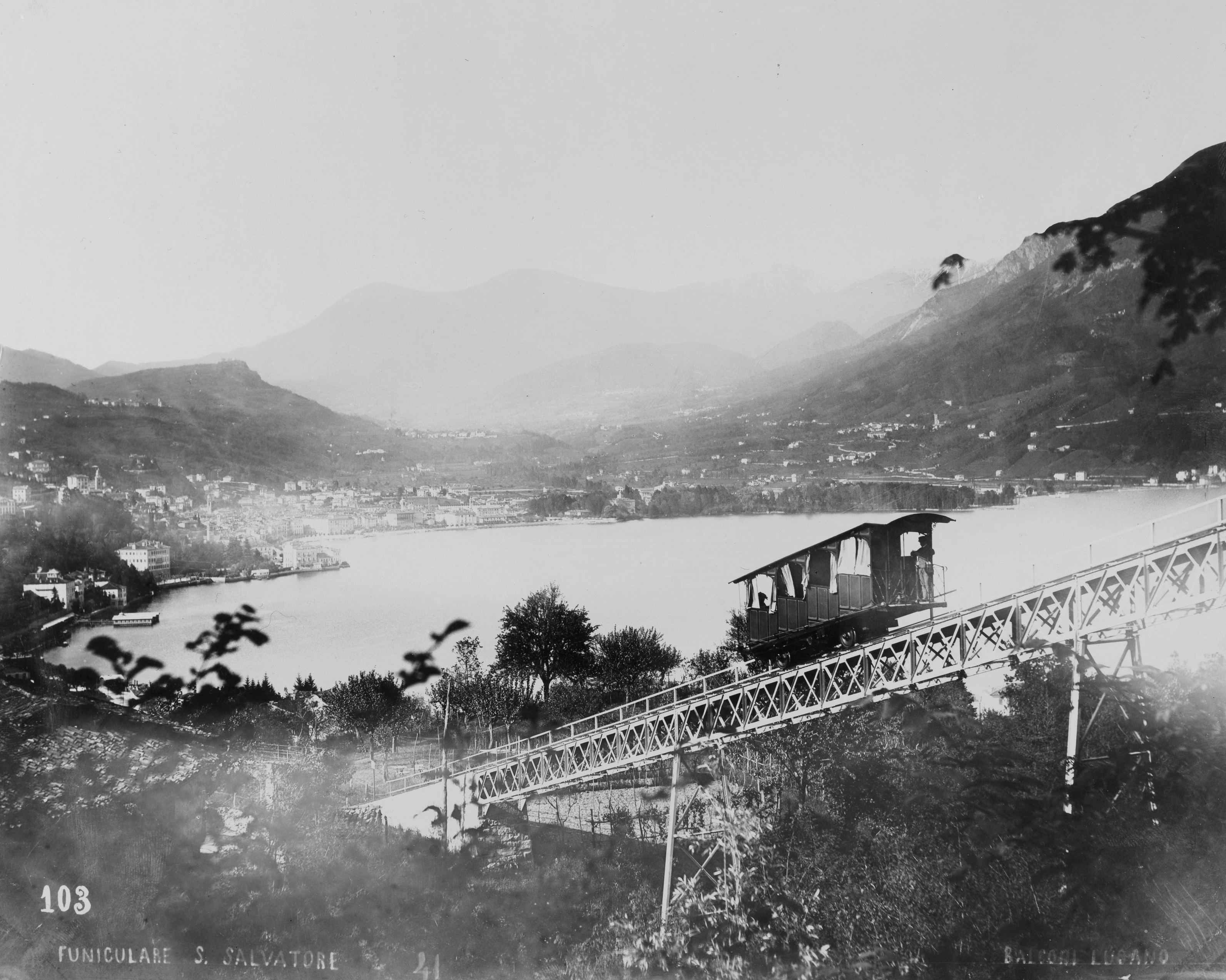
Wagen der ersten Generation um 1880
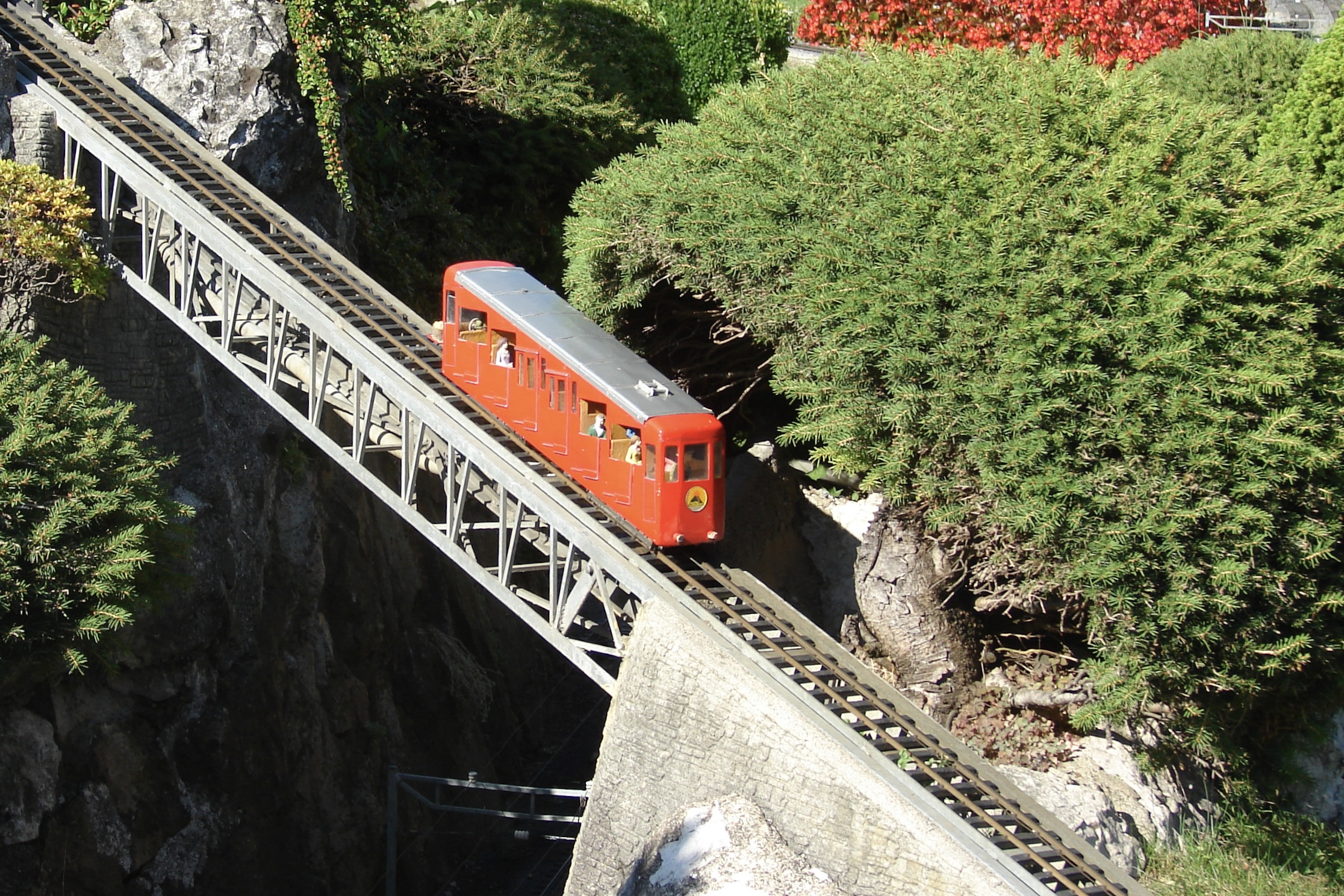
Modell des Wagens der dritten Generation im Massstab 1:25 im Swissminiatur, 2009